# 충청남도교육감
충청남도교육감은 충청남도교육청의 모든 사무를 지휘·감독하는 차관급 정무직 공무원이다.

## 역대 교육감
| 선출방식    | 대수     | 이름            | 임기                             | 비고                                        |
| ----------- | -------- | --------------- | -------------------------------- | ------------------------------------------- |
| 관선        |          | 교육위원회 체제 | 1962년 11월 3일~1964년 2월 3일   | 이석구, 조성구, 임영원, 김준철, 고광수      |
| 관선        | 1대      | 황운성          | 1964년 2월 4일~1968년 2월 3일    |                                             |
| 관선        | 2대      | 조중엽          | 1968년 2월 4일~1972년 2월 3일    |                                             |
| 관선        | 3대      | 김성식          | 1972년 2월 4일~1976년 2월 3일    |                                             |
| 관선        | 4대      | 이종호          | 1976년 2월 4일~1978년 8월 24일   |                                             |
| 관선        | 5대      | 황제주          | 1978년 7월 22일~1980년 7월 21일  |                                             |
| 관선        | 6대      | 윤석병          | 1980년 7월 22일~1984년 7월 21일  |                                             |
| 관선        | 7대      | 장기성          | 1984년 7월 22일~1988년 7월 21일  |                                             |
| 관선        | 8대      | 백승탁          | 1988년 7월 22일~1992년 7월 21일  |                                             |
| 간선        | 9대      | 백승탁          | 1992년 7월 22일~1996년 7월 21일  | 재선/간선제 초선                            |
| 간선        | 10대     | 오재욱          | 1996년 7월 22일~2000년 7월 21일  |                                             |
| 간선        | 11대     | 강복환          | 2000년 7월 22일~2004년 7월 21일  |                                             |
| 간선        | 12대     | 오제직          | 2004년 7월 22일~2008년 7월 21일  |                                             |
| 직선        | 13대     | 오제직          | 2008년 7월 22일~2008년 10월 14일 | 재선/직선제 초선 선거법 위반혐의로 자진사퇴 |
| 교육부 파견 | 권한대행 | 한석수          | 2008년 10월 14일~2009년 4월 29일 | 부교육감                                    |
| 직선        | 14대     | 김종성          | 2009년 4월 30일~2010년 6월 30일  | 재보궐선거 당선                             |
| 직선        | 15대     | 김종성          | 2010년 7월 1일~2013년 4월 11일   | 재선 비리 혐의로 권한 정지                  |
| 교육부 파견 | 권한대행 | 전찬환          | 2013년 4월 12일~2014년 6월 30일  | 부교육감                                    |
| 직선        | 16대     | 김지철          | 2014년 7월 1일~2026년 6월 30일   | 3선                                         |
| 직선        | 17대     |                 |                                  |                                             |

## 같이 보기
- 충청남도교육감 선거